# نخستین مراسم گلدن گلوب
۱مین مراسم گلدن گلوب برای ارج نهادن به بهترین فیلم و شوی تلویزیونی ۱۹۴۳ در ژانویه سال ۱۹۴۴ در استودیو فاکس قرن ۲۰ در لوس‌آنجلس کالیفرنیا برگزار می‌شود.
اولین برنده گلدن گلوب بازیگر نقش اول مرد و زن به پل لوکاس و جنیفر جونز رسید. و اولین برنده گوی زرین بازیگر مکمل زن و مرد نیز به آکیم تامیروف و کتینا پاکسینو رسید. هنری کینگ نیز توانست بهترین کارگردانی را تصاحب کند. و نام خود را به عنوان اولین کارگردانی که گلدن گلوب را برده ثبت نماید. بهترین فیلم نیز به آوای برنادت رسید. هنری کینگ توانست بهترین فیلم و کارگردانی را تصاحب کند و اولین شخصی در تاریخ مراسم گلدن گلوب باشد که هر دو گوی زرین را برنده شده باشد.

## برندگان

### جایزه گلدن گلوب بهترین فیلم – درام
آوای برنادت

### جایزه گلدن گلوب بهترین بازیگر مرد – فیلم درام
پل لوکاس - تماشای راین as Kurt Muller

### جایزه گلدن گلوب بهترین بازیگر زن – فیلم درام
جنیفر جونز - آوای برنادت as Bernadette

### جایزه گلدن گلوب بهترین بازیگر نقش مکمل مرد
آکیم تامیروف - زنگ‌ها برای که به صدا در می‌آیند as Pablo

### جایزه گلدن گلوب بهترین بازیگر نقش مکمل زن
کتینا پاکسینو - زنگ‌ها برای که به صدا در می‌آیند as Pilar

### جایزه گلدن گلوب بهترین کارگردانی
هنری کینگ - آوای برنادت 
- پل لوکاس, Best Actor in a Leading Role winner.
- جنیفر جونز, Best Actress in a Leading Role winner.
- آکیم تامیروف, Best Performance by an Actor in a Supporting Role winner.
- هنری کینگ, Best Director winner

## Comparison with the Academy Awards
The شانزدهمین دوره جوایز اسکار, presented six weeks later, on March 2, 1944, featured among its nominations the same six, three of which were also winners — Best Actor: پل لوکاس, Best Actress: جنیفر جونز and Best Supporting Actress: کتینا پاکسینو.

## See also
- انجمن مطبوعات خارجی هالیوود
- شانزدهمین دوره جوایز اسکار
- 1943 in film